# José Ignacio Checa y Barba
José Ignacio Checa y Barba (Quito, 4 de agosto de 1829-Palacio arzobispal de Quito, 30 de marzo de 1877) fue un prelado católico ecuatoriano, arzobispo de Quito entre 1868 y 1877. Se destacó por sus enfrentamientos con las autoridades civiles, en especial con el dictador Ignacio de Veintemilla, los cuales le costarían la vida al ser envenenado la mañana del Viernes Santo de 1877. 

## Primeros años y carrera eclesiástica
Hijo primogénito del Coronel Feliciano Checa y Barba, prócer del 10 de agosto de 1809 y vencedor de la campaña de Pasto, y de su prima hermana Alegría Barba y Borja. 
Fue bautizado con los nombres de José Ignacio Antonio Esteban Feliciano Checa y Barba.
Demostró desde temprana edad, aspiraciones religiosas siendo enviado a cursar sus primeros estudios en la escuela regentada por los padres Mercedarios donde fue discípulo de Buenaventura Proaño. Luego ingresaría a la universidad de San Luis, en donde obtiene el título de Maestro.
Para el año de 1850 estudia con los jesuitas recientemente expulsados de Colombia por el gobierno de José Hilario López. El 8 de septiembre de 1851 obtuvo el doctorado en Teología y para octubre culminó sus estudios en Ciencias Sagradas, siguiendo con Derecho Civil hasta el 5 de diciembre de 1854 cuando obtuvo su doctorado. Posteriormente, el Arzobispo Garaycoa lo ordenó presbítero el 4 de marzo de 1855, oficiando su primera misa en el Santuario del Quinche el 5 de mayo de aquel año.
Poco después fue capellán de las monjas del Convento de Santa Clara y profesor suplente de Teología.
En poco tiempo, asciende en su carrera eclesiástica siendo llevado por su mentor, el arzobispo Garaycoa a Roma, matriculándolo en el Pontificio Colegio Latino Americano fundado por el padre Eizaguirre para la formación de sacerdotes hispanoamericanos. Posteriormente, cursaría estudios de diplomacia en la Pontificia Academia Eclesiástica de Nobles, relacionándose con personalidades de la aristocracia romana.

## Episcopado

### Obispo Auxiliar de Cuenca
Para el año de 1861 se solicitaría a la Santa Sede su nombramiento episcopal, siendo nombrado obispo auxiliar de Cuenca con residencia en Loja, bajo la sede titular de Listra, siendo consagrado como obispo el 29 de diciembre (paradójicamente coincidiendo con la fecha del martirio de Thomas Becket) por el cardenal Altieri en la Iglesia la compañía de Jesús en Roma.
Regresa a Ecuador en 1863, tomando posesión formal de su cargo en Loja como obispo auxiliar de Cuenca residente en la misma ciudad.

### Carrera Política y Obispo de Ibarra
Para 1863 es electo diputado por la provincia de Pichincha, sosteniendo intensos y acalorados debates con respecto a temas como el Concordato, lo que le ganó la antipatía del gobierno de Gabriel García Moreno. Su enfrentamiento político revestiría mayor intensidad justo cuando hace parte de la bancada parlamentaria que cuestionaría la legitimidad de su elección, tomando partido por los liberales.
Posteriormente la Santa sede lo designa obispo de la recién creada diócesis de Ibarra, tomando posesión del cargo a la edad de 38 años, y con posterioridad sería designado como arzobispo metropolitano de Quito años después.

### Arzobispo de Quito
Al ser nombrado como arzobispo metropolitano de Quito, quedó en el punto de mira del régimen de Gabriel García Moreno, el cual se había opuesto a su designación como cabeza de la iglesia ecuatoriana (puesto que el candidato del presidente era el obispo de Riobamba). Los enfrentamientos aumentarían cuando el prelado apoya a Julio Zaldumbilde Galgotena, candidato liberal opositor a Gabriel Garcia Moreno. Sin embargo, por una suerte de tecnicismos legales, Gabriel Garcia Moreno retiene la presidencia. 
Después de las elecciones, y buscando cortar por lo sano, el arzobispo Checa decide dirigirse a Roma, como miembro participante del Concilio ecuménico que se estaba celebrando por ese entonces. 
Sin embargo, la situación se tornaría confusa con el asesinato del presidente Gabriel García Moreno en 1875 al salir del palacio de Carondelet a manos de un grupo de conspiradores liberales dirigidos por el colombiano Faustino Rayo. Horas más tarde termina falleciendo al pié del altar de nuestra señora de los Dolores, en el interior de la catedral Metropolitana. Durante mucho tiempo se sospechó la implicación de la masonería, sin que se haya comprobado plenamente. 
En ese momento, Checa se encontraba fuera de Quito, en visita pastoral. El caos estalla en el Ecuador, y la lucha por el poder presidencial se desata, quedando como vencedor Ignacio de Veintemilla en 1876.

## Relación con Ignacio de Veintemilla
Tanto Ignacio de Veintemilla como el prelado Checa y Barba tenían una profunda amistad que provenía desde sus tiempos colegiales. Esta incluso llegaría al escenario político al ser Checa uno de los principales opositores al régimen de Gabriel Garcia Moreno, agregado al hecho de que había puesto en entredicho la legitimidad de su elección al cargo. Durante los primeros años del gobierno de Veintemilla, era costumbre que a veces este frecuentase el palacio arzobispal o en su defecto, Checa y Barba se dirigiese a Carondelet. Sin embargo, los enfrentamientos entre la autoridad civil (representada por Veintemilla) y la eclesiástica (asumida por monseñor Checa y Barba) no se harían esperar. 
Al endurecer su control sobre el clero ecuatoriano, y así mismo desoyendo protestas y advertencias, la amistad entre ambos se rompe. La oposición al dictador crece más, y las críticas hacia Veintemilla a través de diferentes cartas pastorales se acentúa con más fuerza. La tensión aumentaría con el paso del tiempo. Estas diferencias se acentuarían más con la carta a los obispos, la suspensión del Concordato negociado por el presidente Gabriel Garcia Moreno, y el arresto de varios clérigos.

## El Viernes Santo de 1877
Las celebraciones de la Semana Santa de 1877 estuvieron revestidas de tensión. Llegado el Viernes Santo, el arzobispo Checa, revestido con sus vestiduras pontificales celebra la misa de pre-santificados. De acuerdo a los testimonios recogidos por los presentes (entre ellos varios miembros de la aristocracia quiteña, canónigos, el propio Veintemilla y su sobrina Marietta de Veintemilla), al beber del cáliz se quejó al canónigo asistente, el padre Arsenio Andrade Landázuri de manera sutil:

Andradito, diga que guarden este vino, está mezclado con cascarilla y con él no pueden celebrar

Previamente el sacristán había hecho el rito de la praegustatio, reservado solamente a las grandes solemnidades pontificales. Terminada la ceremonia, se dirige junto con los miembros del cabildo catedralicio hacia el palacio arzobispal, donde almorzarían para romper con el prolongado ayuno del Viernes Santo. Sin embargo, no mas llegar al palacio el prelado comienza a sentir profundos malestares. También el sacristán, el padre José María Gonzalez, comenzaría a mostrar síntomas de malestar y dolor. Estos van empeorando con el paso de las horas, confirmándose una verdad terrible: habían envenenado el vino del cáliz.
En medio de dolores y espasmos, el arzobispo Checa y Barba clama auxilio, mientras los canónigos asistentes le intentan aflojar las vestiduras. Grita en medio de la confusión:

¡Hijos míos, me han envenenado

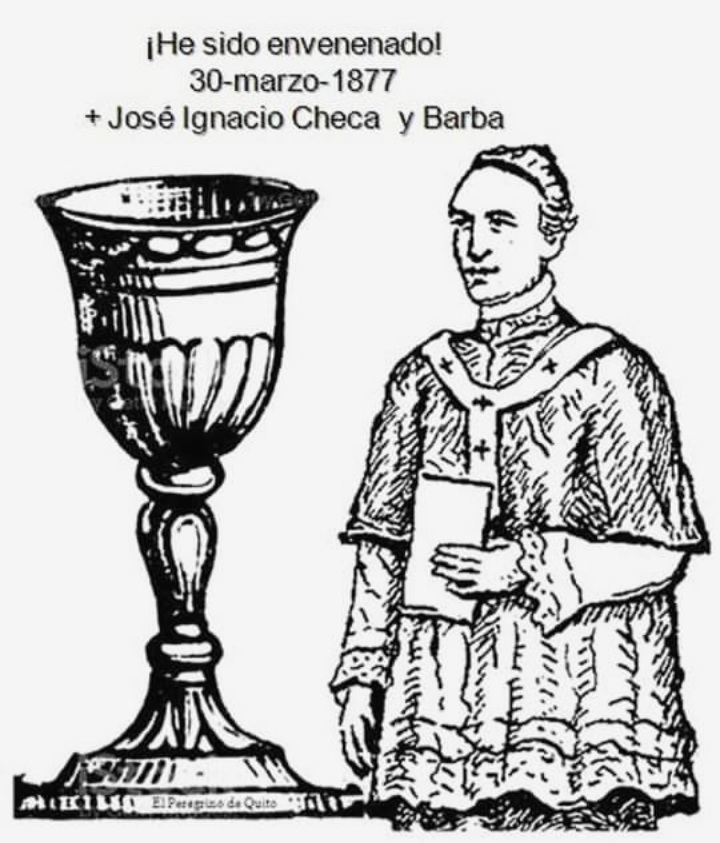
Dibujo ilustrado del arzobispo.

Rápidamente, dos médicos, los doctores Miguel Egás y Ascensio Gándara llegan rápidamente al palacio arzobispal, llamados para intentar salvarle la vida. Como puede, y en medio de su agonía, le expresa a los galenos:

Estoy envenenado, he tomado en el cáliz un vino más amargo que la quina y siento que un fuego espantoso me abrasa las entrañas

En medio de la desesperación y después de una dolorosa agonía de dos horas, el arzobispo Checa y Barba muere, ahogado en la espuma causada por la toxina que le quitó la vida. Al momento de su muerte, contaba con 47 años.

### Investigación del crimen

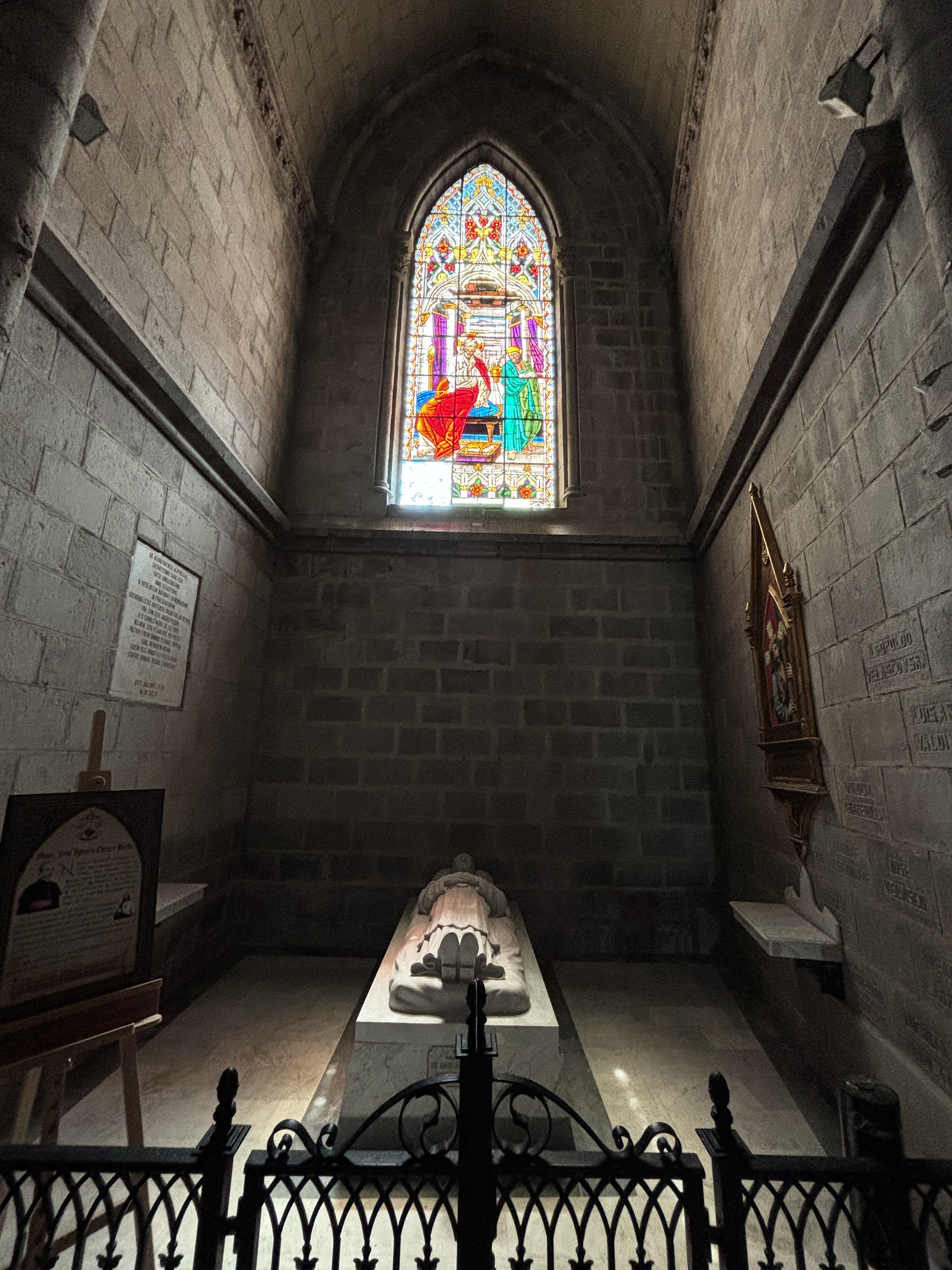
Monumento a José Ignacio Checa y Barba en la Basílica del Voto Nacional, Quito.

El asesinato causa una profunda conmoción, por lo que el primer sospechoso fue el propio Veintemilla, presente durante la liturgia del Viernes Santo junto con su sobrina, Marietta. Se hizo una autopsia al cadáver, en el cual se encontraron heridas causadas por las diferentes disciplinas corporales que se aplicaba sobre sí mismo. El resultado había sido envenenamiento por estricnina, y de acuerdo a la autopsia, agregado al testimonio de Marietta de Veintemilla "con capacidad de matar hasta tres hombres." Prontamente, se buscaría al autor material del crimen, por lo que los principales sospechosos serían los canónigos que acompañaban al arzobispo durante ese día, mientras se celebraba la liturgia de Pre-santificados. 
Las sospechas recayeron en el canónigo Manuel Andrade Coronel, el cual, de acuerdo a las actas del proceso había comprado estricnina días antes para matar al pintor Joaquin Pinto Ortiz por una pendencia pasional, por lo que sería reprendido por su superior eclesiástico, en este caso, el arzobispo Checa. La acusación hacia el canónigo Andrade Coronel sería sostenida por el propio Veintemilla mientras que la parte acusadora, dirigida por el abogado familiar de los Checa, el doctor Luis Felipe Borja, hizo una acusación directa a Manuel Cornejo como principal instigador del crimen. La mayoría de los sospechosos, en especial el canónigo Andrade Coronel, serían liberados días más tarde por falta de pruebas. A partir de las actas del proceso, se define que José Vicente Solís sería el principal sospechoso en el asesinato, debido a que los testigos decían que lo vieron acercarse al presbiterio, como ayudante para preparar el altar. Solís sería implicado al proceso, sin embargo, como sucedió con Andrade Coronel, sería liberado por falta de pruebas.  
A la larga, el caso no llegaría a ninguna parte, y el culpable no sería hallado.

### Hechos posteriores
Después de la autopsia, el cuerpo del arzobispo Checa y Barba fue sepultado en la Catedral de Quito en medio de funerales solemnes. El corazón sería guardado en una urna de cristal con alcohol y entregado a las hermanas del Buen Pastor, las cuales lo mantuvieron en su poder. Años más tarde, el cardenal Carlos María Javier de la Torre abriría la causa de beatificación del prelado asesinado, pero debido a la negligencia de los postuladores la causa se encuentra totalmente paralizada. En el contexto de esta misma Nicolás Xavier Subía García escribió la biografía Eclessiae Defensor buscando que la causa de beatificación se reanudase en un futuro.